# Karl Kordesch

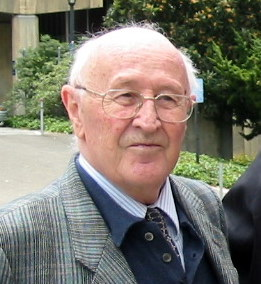
Karl Kordesch, 2003

Karl Kordesch (* 22. März 1922 in Wien; † 12. Jänner 2011 in Eugene, Oregon) war ein österreichischer Chemiker und Erfinder. Er gilt als der Erfinder der Alkaline-Batterie.

## Leben
Karl Kordesch studierte Chemie und Physik an der Universität Wien und promovierte 1948 zum Doktor phil. Von 1948 bis 1953 war Kordesch Assistent am I. Chemischen Institut der Universität Wien. 1953 kam Karl Kordesch in die USA. Von 1953 bis 1955 leitete Kordesch die Batterieabteilung in der United States Army Signal Corps (via Operation Paperclip), Fort Monmouth. Mit zwei Mitarbeitern, die ebenfalls aus Österreich kamen, begann er 1955 an der Union Carbide Corporation in Ohio. Er leitete zwei Forschungsgruppen, wobei sich die eine mit der Entwicklung von Alkali-Mangan-Zellen und die andere mit Brennstoffzellen beschäftigte. Er meldete allein in dieser Zeit 22 Patente an.

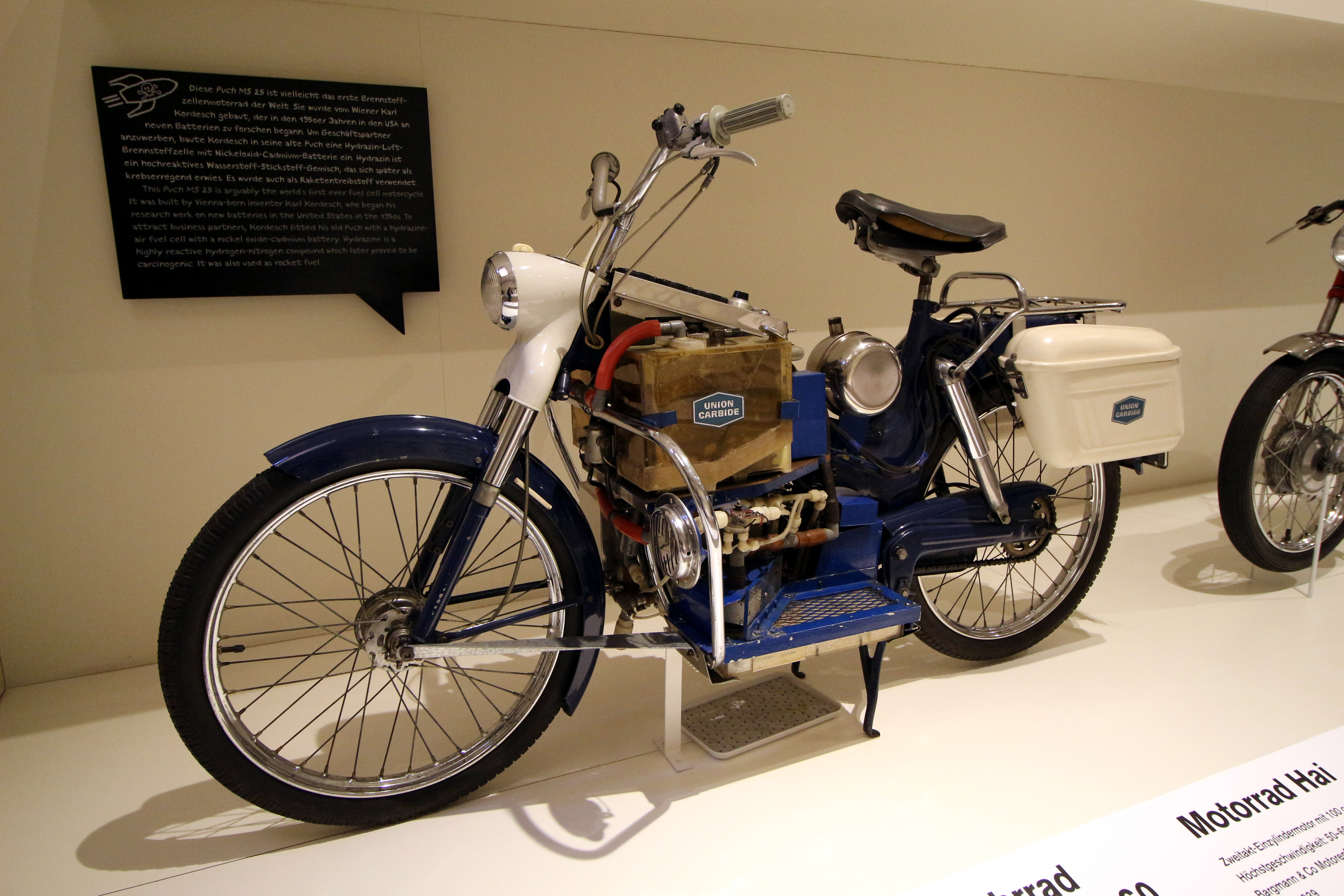
Die von Karl Kordesch entwickelte Puch MS 25 mit einer Hydrazin-Luft-Brennstoffzelle, heute im Technischen Museum in Wien zu besichtigen.

Es wurde auch versucht die Fahrzeugindustrie für die Brennstoffzellentechnologie zu interessieren. Aber die Nachfrage war dazu nicht groß. Er selbst stattete 1970 seinen eigenen Austin A40 mit einer Brennstoffzelle mit Wasserstoff aus, da Ammoniak zu schwer zu gewinnen war, und verwendete dieses Fahrzeug mehr als drei Jahre für seinen privaten Transportbedarf. Das Fahrzeug hatte Platz für 4 Passagiere und eine Reichweite von ca. 300 km. Auch ein Motorrad stattete er mit einer Zelle mit Hydrazin aus, mit dem er ca. 100 km mit 1 l Hydrazin zurücklegen konnte.
1977 kehrte er nach einer Frühpensionierung bei UCC nach Österreich zurück und wurde Vorstand des Institutes für Chemische Technologie anorganischer Stoffe an der  Technischen Universität Graz. 1985/86 war er Dekan  der Technisch-Naturwissenschaftlichen Fakultät an der TU Graz. 1992 wurde er an der TU Graz emeritiert. 1997 wurde er  Vizepräsident von Apollo Energy Systems, Inc. und mit der Entwicklung von Brennstoffzellen beauftragt.
Von Beginn der 1990er Jahre unterstützte er den Aufbau der Arbeitsgruppe und Tagungsreihe „Energieinnovation“ an der Technischen Universität Graz – ein Projekt unter der Leitung von Kurt Friedrich, welches durch Heinz Stigler fortgeführt und im zweijährigen Rhythmus veranstaltet wird. Kordesch unterstützte die erfolgreiche Veranstaltungsreihe viele Jahre durch die mitwirkende Teilnahme als Vortragender und Experte, wobei sein bis zuletzt wacher Forschergeist immer wieder neue Ideen zur elektrochemischen Speicherung zur Diskussion stellte. Auch die Etablierung verschiedener Forschungsaktivitäten im Bereich Brennstoffzellentechnologie an der Technischen Universität Graz wurde durch die Kooperation von Karl Kordesch und Kurt Fridrich initiiert.
Von 1981 bis 1985 war Kordesch Generalsekretär der International Society for Electrochemistry (ISE).
Neben 120 Patenten, die er im Laufe der Zeit anmelden konnte, verfasste er auch zahlreiche Bücher und mehr als 200 Publikationen, die alle dem Thema „Batterie“ gewidmet sind.
Karl Kordesch war verheiratet und hatte vier Kinder.

## Werke (Auswahl)
- Einsatz der Brennstoffzellentechnologie für die dezentrale Energienutzung II, 1999, Karl Kordesch und Günter Simader
- Fuel Cells and Their Applications, Karl Kordesch und Günter Simader, 2007 ISBN 3-527-29777-4
- Batteries Volume 1 Manganese Dioxide  New York 1974 ISBN 0-8247-6084-0 (auf Englisch)

## Auszeichnungen
- 1967 Wilhelm-Exner-Medaille
- 1986 Technology Award (Vittorio De Nora Goldmedaille) der U.S. Electrochemical Society
- 1990 Erwin Schrödinger-Preis der Österreichischen Akademie der Wissenschaften
- 1990 Österreichischer Staatspreis für Energieforschung
- 1990 Ehrendoktor der Technischen Universität Wien[5]
- 1991 Frank M. Booth Prize der Royal Society
- 1992 Auer v. Welsbach Medaille der Gesellschaft Österreichischer Chemiker
- 1992 Großes Goldenes Ehrenzeichen des Landes Steiermark